# 澜沧弓果藤
澜沧弓果藤（学名：Toxocarpus wangianus）为夹竹桃科弓果藤属的植物。分布于中国大陆的云南等地，生长于海拔1,500米的地区，常生于山谷中，目前尚未由人工引种栽培。

## 异名
- Toxocarpus ovalifolius Tsiang